# Maitotoxin-1
Maitotoxin-1, kurz MTX-1, ist eines von drei strukturell und biochemisch verwandten marinen Giften, die nach der tahitianischen Bezeichnung Maito für die Borstenzahndoktorfischart Ctenochaetus striatus benannt sind, in der es 1976 entdeckt wurde. Wenig später wurde es auch in einigen im Meer lebenden Einzellern gefunden, insbesondere der Art Gambierdiscus toxicus. Fische nehmen das Gift wahrscheinlich durch das Fressen dieser Dinoflagellaten auf. Eine unter anderem auf Maitotoxin-1 beruhende Lebensmittelvergiftung nach dem Verzehr entsprechender Fische wird als Ciguatera bezeichnet. In der biochemischen und physiologischen Forschung wird Maitotoxin-1 in Studien zu Ionenkanälen verwendet.

## Eigenschaften
Maitotoxin-1 als Reinsubstanz ist ein farbloser, amorpher Feststoff, der in Wasser sowie in Methanol, Acetonitril und Dimethylsulfoxid (DMSO) gut, in den meisten anderen organischen Lösungsmitteln jedoch kaum oder nicht löslich ist. Die primäre chemische Struktur wurde 1998 aufgeklärt. Das Molekül mit einer molaren Masse von 3425,86 Dalton (3425,86 g/mol) und der Summenformel C164H256Na2O68S2 besteht aus 32 Ringstrukturen, darunter 28 6-Ringe, drei 7-Ringe und ein 8-Ring, die zusammen mit 32 Etherbindungen und 28 Hydroxygruppen eine C142-Kette bilden. Vor der Entdeckung der Polytheonamide war Maitotoxin-1 das größte bekannte durch Biosynthese in einem lebenden Organismus entstehende Molekül, das nicht als Polymer aufgebaut ist. Die dreidimensionale Struktur ist bekannt:

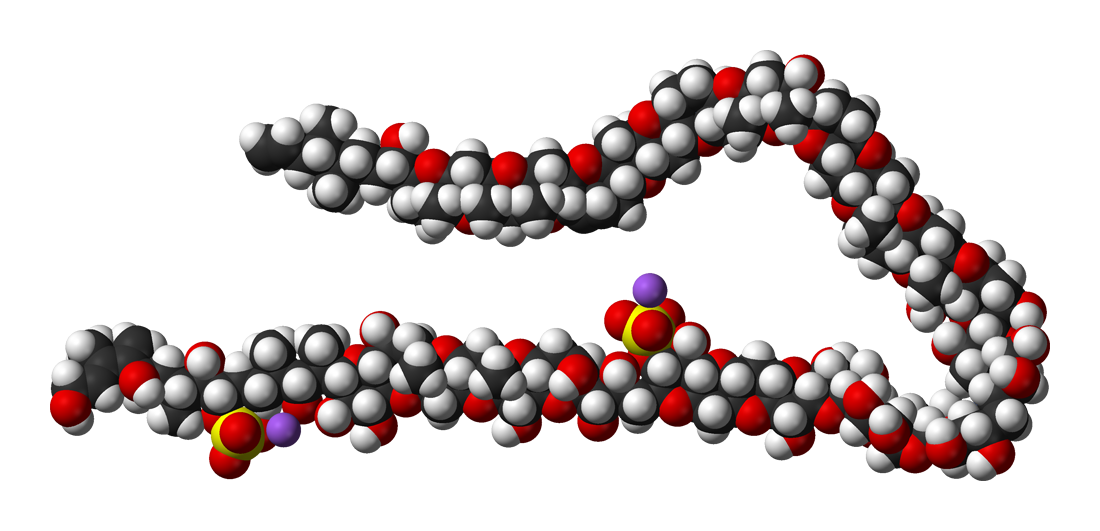
Kalottenmodell von Maitotoxin-1

Trotz seiner komplexen Struktur ist Maitotoxin-1 im Gegensatz zu vielen anderen Tier- und Pflanzengiften hitzebeständig. Es ist wahrscheinlich das stärkste bekannte natürliche Gift, das nicht wie ein Peptid aus Aminosäuren besteht.

## Wirkung
Mit einer letalen Dosis (LD50) von 50 Nanogramm pro Kilogramm Körpergewicht i.p. in Mäusen gehört Maitotoxin-1 zu den giftigsten natürlich vorkommenden Substanzen. Die toxische Wirkung beruht auf einer Aktivierung von calciumdurchlässigen, nichtselektiven Kationenkanälen in der Zellmembran. Dadurch kommt es zu einem massiven Einstrom von Calciumionen in das Cytosol der Zellen und damit einer Störung des Elektrolytgleichgewichts der Zellen im Körper. Darüber hinaus verursacht es Kontraktionen der glatten Muskulatur und die Freisetzung von Neurotransmittern.

## Synthese
Seit 1996 beschäftigt sich die Arbeitsgruppe von K. C. Nicolaou mit der Totalsynthese, wenngleich das Projekt momentan ruht, weil es Probleme mit der Finanzierung gibt.